# 바이러스의 진화
바이러스 진화설(viral evolution)은 진화생물학과 바이러스학의 한 분야로, 바이러스와 진화의 상관 관계에 대한 연구이다. RNA 바이러스는 DNA 바이러스에 비해 오류 수정 능력이 부족하며, 따라서 짧은 세대 기간 동안 복제 과정에서 상대적으로 높은 돌연변이율을 기록한다. 이러한 경향은 자연선택과 결합되어 주변 환경에 맞추어 생존에 적합한 형질을 지닌 쪽으로 변하게 된다.
바이러스 진화설은 인플루엔자나 AIDS, 간염 등의 바이러스병에 대한 역학 연구 분야에 있어서 중요한 부분으로 자리잡고 있으며, 빠른 바이러스성 돌연변이는 치료 시작 이후 빠른 시일 내에 백신이나 항바이러스제에 대한 약제 내성을 갖게 만들어 치료에 어려움을 갖게 한다.

## 같이 보기
- DNA 바이러스
- RNA 바이러스

1. ↑  “Example Domain”. 2018년 10월 29일에 확인함.